# Kallima cymodoce
Kallima cymodoce är en fjärilsart som beskrevs av Pieter Cramer 1779. Kallima cymodoce ingår i släktet Kallima och familjen praktfjärilar. Inga underarter finns listade i Catalogue of Life.